# Égides
Égides, Alliance internationale francophone pour l'égalité et les diversités, est une organisation internationale de défense des droits des personnes LGBTQI à travers le monde francophone. Elle est basée à Montréal (Canada) et est constituée en vertu de la Loi canadienne des organisations à but non lucratif. Elle est composée de membres actifs avec un droit de vote (ONG/OBNL issus de la société civile LGBTQI) et de membres associés, sans droit de vote (alliés et partenaires). Elle est dirigée par un Conseil d'administration  composé de 16 membres (9 élus sur une base régionale, 5 selon les groupes sous représentés de la communauté LGBTQI et 2 personnes à la coprésidence) pour un mandat de deux ans. Le Conseil d'administration est appuyé par un secrétariat composé de personnes salariées .
L'alliance a pour buts de "promouvoir l’égalité et l’inclusion des personnes vulnérabilisées ou exclues en raison de leur orientation sexuelle, de leur identité ou de leur expression de genre, ou de leurs caractéristiques sexuelles, et œuvrer au bien-être et à la défense des droits et intérêts de ces personnes" et de "rassembler et appuyer, à l’échelle internationale, les groupes, communautés, organisations et collectifs regroupant ces personnes en tout lieu où le français est une langue pertinente pour l’appui et l’action".

## Origines
En avril 2017, le gouvernement du Québec dévoile sa nouvelle politique internationale en faveur de l’avancement des droits des personnes LGBTQI dans le monde francophone. Le 18 août 2017, Fierté Montréal organise la première conférence internationale LGBTQI dans la francophonie intitulée : "Conférence internationale Égalité et légalité sur la diversité sexuelle et la pluralité des genres dans la francophonie",. Elle rassemble plus de 225 activistes et universitaires de plus de 20 pays sur 5 continents. Le comité scientifique de la conférence recommande au gouvernement du Québec d'appuyer la création d'un réseau international francophone,.
Le 11 juin 2018, le gouvernement du Québec octroie une subvention de 4 millions de dollars canadiens sur 5 ans à Montréal International pour la création d'un réseau international francophone en faveur de la protection et de l'avancement des droits des personnes LGBTQI,. Stéphanie Vallée, ministre de la Justice, procureure générale du Québec et ministre responsable de la Lutte contre l'homophobie, déclare: « Le gouvernement du Québec souhaite non seulement continuer de jouer un rôle actif sur la scène internationale pour la pleine reconnaissance des droits des personnes LGBT, mais aussi agir à titre de chef de file dans ce dossier. Nous sommes fiers de contribuer à une plus grande ouverture à l'égard de la diversité sexuelle, ici comme ailleurs, et de participer à la Conférence mondiale de la Coalition pour les droits égaux. »
Le 18 août de la même année, le gouvernement du Québec organise l'atelier « Être francophones et issus de minorités sexuelles : défis supplémentaires et obstacles potentiels ». Cette rencontre a pour but d'établir un dialogue en vue de cerner les défis auxquels font face les personnes francophones de minorités sexuelles et de discuter de la façon d'améliorer la mise en commun de la coopération et de la solidarité internationale pour venir en aide aux personnes LGBTQI de la francophonie.
En mars 2019, une pré-conférence francophone est organisée en amont de la conférence internationale de l'ILGA à Wellington (Nouvelle-Zélande). Lors de cette même conférence, les membres issus de la francophonie échouent cependant à imposer le français comme troisième langue officielle de ILGA, après l'anglais et l'espagnol.
Le réseau est officiellement lancé le 16 mai 2019 lors d'une cérémonie diffusée simultanément dans 7 ambassades canadiennes et délégations du Québec et plusieurs partenaires dans le monde. Il est nommé Égides, d'après le nom du bouclier légendaire de la mythologie grecque, mis au pluriel pour refléter « la grande diversité et l'inclusion des communautés LGBTQI aux quatre coins du monde".

## Conférences internationales
Reprenant le modèle de l'ILGA, l'alliance Égides organise, tous les deux ans, une conférence internationale en amont de son assemblée générale annuelle. La première conférence internationale et assemblée générale a lieu en juin 2021, avec une année de retard en raison de la pandémie mondiale de Covid-19. Organisée conjointement avec le Centre Maurice Chalumeau en Sciences des Sexualités de l'Université de Genève et la Ville de Genève, elle est retransmise depuis Genève, les conditions sanitaires ne permettant pas le présentiel,. A cette occasion, la Ville de Genève propose une pré-conférence sur le rôle des collectivités publiques locales dans la lutte contre les discriminations envers les personnes LGBTQI.
La deuxième conférence internationale est annoncée à Cotonou, au Bénin, en août, puis en octobre 2023 pour coïncider avec le congrès annuel de l'Association internationale des maires francophones (AIMF) qui a lieu dans la même ville,. Elle a finalement lieu en ligne début novembre de la même année.

## Fonds Charlot Jeudy
Constatant que peu de ressources sont allouées au niveau international aux projets LGBTQI des pays de l’espace francophone, l'alliance Égides lance en 2021 le Fonds Charlot Jeudy, appui aux diversités et à l’inclusion, nommé en hommage à Charlot Jeudy, activiste haïtien et membre du premier comité d'Egides, assassiné en novembre 2019.
En 2023, Égides et le Global Philanthropy Project (GPP) publient un rapport conjoint consacré aux défis liés au financement des communautés LGBT francophones, présenté pour la première fois lors de la conférence de Pan Africa ILGA à Maurice. 